# Peinture à l'eau

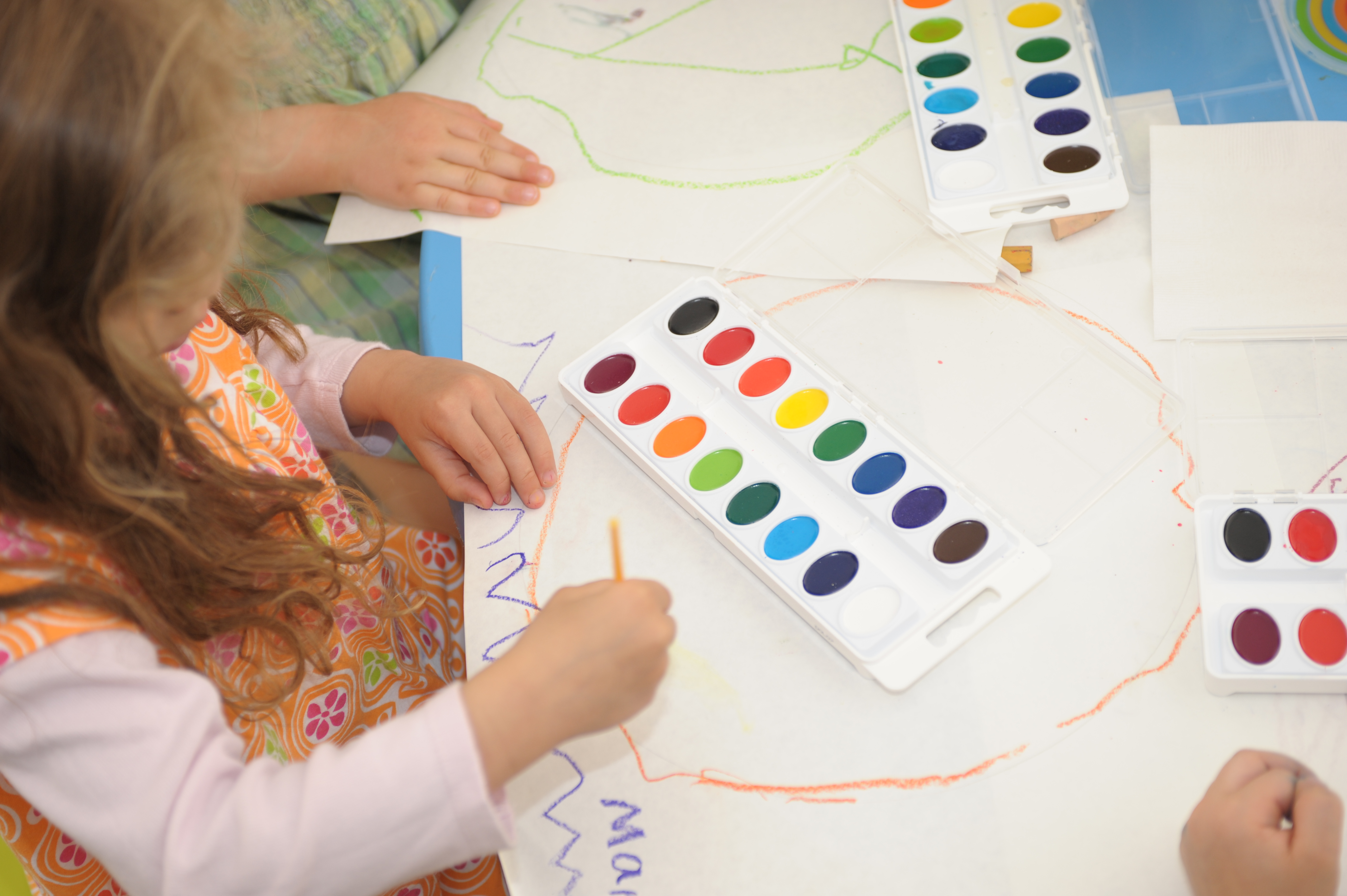
Enfants avec de la peinture à l'eau simple

L'expression triviale peinture à l'eau désigne communément l’aquarelle et la gouache, par opposition à la peinture à l'huile.
Dans les métiers du bâtiment et de la décoration et en carrosserie automobile l'expression désigne toutes sortes de peintures qui se diluent à l'eau, pouvant, pour les formules modernes, résister à l'humidité après polymérisation.

## Beaux-arts
L'expression peinture à l'eau désigne populairement, dans le domaine des beaux-arts, l’aquarelle et la gouache, peintures comportant des pigments et un liant à la gomme arabique. Dans ces deux cas, le mot désigne aussi bien le matériau coloré qui se dilue à l'eau, la technique d'application et l'œuvre. En principe, l'aquarelle est transparente, tandis que la gouache est couvrante.
Cependant, l'enluminure, les peintures à l'encre, le lavis, la détrempe, la peinture à fresque, la peinture chinoise classique ou peinture de lettré, peinture japonaise et notamment sumi-e sont aussi des peintures à l'eau.
La peinture à l'huile

C'est plus difficile

Mais c'est bien plus beau

Qu'la peinture à l'eau
Cette prétendue difficulté de la peinture à l'huile n'est qu'une facilité de la rime. Avant l'introduction de la peinture à l'huile au XVe siècle, les artistes européens n'utilisaient que des techniques de peinture à l'eau. Les générations de peintres ont développé la peinture à l'huile pour arriver plus facilement à leurs fins. La peinture à l'eau tolère peu les repentirs et demande une grande rigueur dans la construction et beaucoup d'expérience pour poser les tons, qui perdent de la profondeur avec l'évaporation du solvant aqueux.
À l'époque classique, en France la peinture à l'eau se désigne sous le nom de miniature : « Elle est plus délicate. Elle veut être regardée de près. On ne peut la faire aisément qu'en petit. On ne travaille que sur du vélin, ou sur des tablettes. Et les couleurs ne sont détrempées qu'avec de l'eau gommée ». Une cinquantaine d'années plus tard, on différencie la gouache, qui est une peinture par aplats, de la miniature, qui se pratique en pointillant finement les couleurs sans les mêler. Vers la même époque, on dit « lavés d'aquarelle » des dessins à la plume. La technique de l'aquarelle, proprement dite, fait son entrée au Salon de 1777.
La peinture acrylique est une peinture à l'eau d'invention moderne.

## Peintures techniques
En décoration et peinture en bâtiment, en peinture automobile, la pression écologique a multiplié les sortes de peinture à l'eau, qui offrent l'avantage d'un séchage assez rapide, avec un diluant inodore, ininflammable et non toxique.
Le souci de préserver la santé et la sécurité des peintres a fait promouvoir des formules de peinture sans solvants.
Les peintures dites à l’eau contiennent entre 60 et 80% d’eau, mais peuvent néanmoins contenir des solvants. En plus de l'eau, du liant, qui donne sa solidité à la pellicule de peinture et adhère à la surface à peindre et des pigments, elles contiennent éventuellement :
- des charges qui modifient des caractéristiques mécaniques et chimiques de la peinture une fois sèche ;
- des agents épaississants qui facilitent la dispersion des pigments et réduisent la décantation des pigments pendant le stockage ;
- des agents de coalescence et de cosolvants —des hydrocarbures ou des éthers de glycol— qui abaissent la température de formation du film ;
- des agents de neutralisation qui assurent la solubilité des liants dans l’eau et stabilisent les peintures. Ce sont des amines ;
- des additifs divers.

Bien que l'eau soit parfaitement sans danger, ces peintures peuvent présenter des risques pour la santé. Même si les pigments ne sont pas toxiques, les cosolvants sont responsables en grande partie de la dangerosité de ces peintures. Ils servent à permettre la tension du film de peinture, sans gouttes ni coulures.
On distingue les peintures hydrosolubles, dont le liant est dissout dans un mélange d'eau et de solvants, des peintures hydrodiluables, dont les composants sont en émulsion dans ce mélange .